# Rex Brown
Rex Robert Brown (n. 27 iulie 1964, Graham, Texas, Statele Unite) este un muzician și compozitor american, este cel mai bine cunoscut ca fiind basistul formației Pantera (1981 - 2003). Este un fost membru al trupei Down (2001 - 2011) și este în prezent basistul trupei Kill Devil Hill. El a lansat albumul său de debut solo Smoke on This pe 28 iulie 2017. Pentru prima dată în cariera lui Brown, albumul îl prezintă nu numai ca basist, ci și ca vocalist și chitarist.
Brown a scris o carte numită: "Official Truth 101 Proof", care a fost lansată în aprilie 2013. Cartea documentează formarea, cariera și desființarea trupei Pantera.

## Biografie
Rex Robert Brown s-a născut în data de 27 iulie 1964 în Graham, Texas, Statele Unite. Tatăl său a fost de 40 de ani când s-a născut și a murit în anul 1971. El a fost crescut de către mama și sora sa. Brown a fost pentru prima dată introdus în lumea muzicii prin bunica sa, care l-a învățat să cânte la pian pe când era copil, și l-a introdus în muzica ragtime și Scott Joplin. Brown a fost membru al trupei Boy Scouts of America și a obținut rangul de "Eagle Scout". Brown a devenit fan al formației ZZ Top și Def Leppard ca tânăr și a început să cânte la chitară bas de când avea 12 ani. El rămâne un fan al trupelor Black Sabbath, Led Zeppelin și genului punk hardcore.

## Discografie
Pantera
- Metal Magic (1983)
- Projects in the Jungle (1984)
- I Am the Night (1985)
- Power Metal (1988)
- Cowboys from Hell (1990)
- Vulgar Display of Power (1992)
- Far Beyond Driven (1994)
- The Great Southern Trendkill (1996)
- Reinventing the Steel (2000)

Down
- Down II: A Bustle in Your Hedgerow (2002)
- Down III: Over the Under (2007)
- Diary of a Mad Band: Europe in the Year of VI CD/DVD (2010)

Jerry Cantrell
- Boggy Depot (1998)

Crowbar
- Lifesblood for the Downtrodden (2004)

David Allan Coe și Cowboys from Hell
- Rebel Meets Rebel (2006)

Kill Devil Hill
- Kill Devil Hill (2012)
- Revolution Rise (2013)

Solo (Ca Rex Brown)
- Smoke On This... (2017)

Colaborări
- Jerry Cantrell – Boggy Depot ("Dickeye," "My Song," "Keep the Light On," "Satisfy," and "Hurt a Long Time") (1998)
- Cavalera Conspiracy – Inflikted ("Ultra-Violent") (2008)